# Distrikt Challhuahuacho
Der Distrikt Challhuahuacho (alternative Schreibweise: Distrikt Chalhuahuacho) liegt in der Provinz Cotabambas in der Region Apurímac in Südzentral-Peru. Der Distrikt wurde am 18. November 1994 aus Teilen des Distrikts Mara gebildet. Er hat eine Fläche von 454 km². Beim Zensus 2017 wurden 14.525 Einwohner gezählt. Im Jahr 2007 lag die Einwohnerzahl bei 7321. Sitz der Distriktverwaltung ist die 3698 m hoch gelegene Kleinstadt Challhuahuacho mit 5648 Einwohnern (Stand 2017). Challhuahuacho liegt 20 km südsüdwestlich der Provinzhauptstadt Tambobamba.

## Geographische Lage
Der Distrikt Challhuahuacho liegt im Andenhochland im Südwesten der Provinz Cotabambas. Der Río Challhuahuacho, rechter Quellfluss des Río Punanqui, durchquert den Distrikt in nordöstlicher Richtung und entwässert dabei das Areal.
Der Distrikt Challhuahuacho grenzt im Südwesten an den Distrikt Oropesa (Provinz Antabamba), im Westen an die Distrikte Curasco und Progreso (beide in der Provinz Grau), im Norden an die Distrikte Coyllurqui und Tambobamba, im Nordosten an den Distrikt Mara sowie im Südosten an den Distrikt Haquira.

## Ortschaften im Distrikt
Neben dem Hauptort Challhuahuacho gibt es folgende größere Ortschaften im Distrikt:
- Challaque (2023 Einwohner)
- Choccoyo (241 Einwohner)
- Huanacopampa (251 Einwohner)
- Huancuire (210 Einwohner)
- Nueva Fuerabamba (354 Einwohner)
- Pararani (262 Einwohner)
- Patario (244 Einwohner)
- Tambulla (548 Einwohner)